# Kościół Matki Boskiej Królowej Świata w Przezmarku
Kościół Matki Boskiej Królowej Świata w Przezmarku – rzymskokatolicki kościół filialny w Przezmarku, w powiecie sztumskim, w województwie pomorskim. Należy do parafii Wniebowstąpienia Pańskiego w Starym Dzierzgoniu.

## Historia
Obiekt został wzniesiony dla lokalnej społeczności protestanckiej w 1821. Od 1945 jest świątynią katolicką. Wewnątrz znajduje się rzeźba przedstawiająca boga Saturna pożerającego dziecko. Pochodzi ona z 1709 i pierwotnie była elementem wyposażenia kościoła ewangelickiego w Zajezierzu. Jej autorem był prawdopodobnie Isaak Riga. Obok kościoła stoi metalowa dzwonnica.